# Acosmeryx socrates
Acosmeryx socrateseste o specie de molie din familia Sphingidae. Este întâlnită în Filipine.